# 莫扎克和大卡斯唐
莫扎克和大卡斯唐（法語：Mauzac-et-Grand-Castang，法語發音：[mozak e ɡʁɑ̃ kastɑ̃]）是法国多尔多涅省的一个市镇，位于该省南部，属于贝尔热拉克区。该市镇于1972年由原市镇莫扎克和圣梅姆德罗藏斯（Mauzac-et-Saint-Meyme-de-Rozens）和大卡斯唐（Grand-Castang）合并而成。

## 地理
莫扎克和大卡斯唐（44°51'52"N, 0°47'50"E）面积15.85 平方千米，位于法国新阿基坦大区多爾多涅省，该省份为法国西南部内陆省份，是法國本土面积第三大的省，大致对应佩里戈尔地区，北起顺时针与夏朗德省、上维埃纳省、科雷兹省、洛特省、洛特-加龙省、吉倫特省和滨海夏朗德省接壤。
与莫扎克和大卡斯唐接壤的市镇（或旧市镇、城区）包括：圣富瓦德隆加、多尔多涅河畔巴德福勒、卡莱斯、拉兰德、珀聚勒、特雷莫拉、普雷西尼亚克-维克。

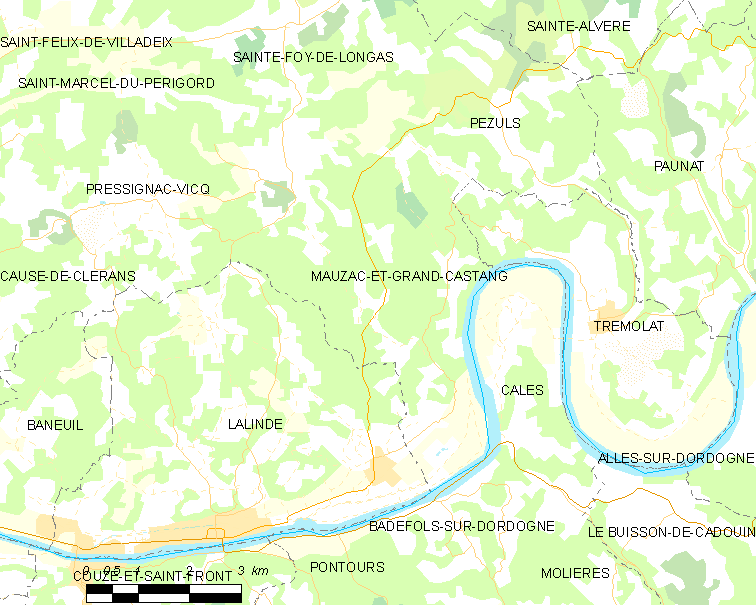
莫扎克和大卡斯唐的OSM定位图

莫扎克和大卡斯唐的时区为UTC+01:00、UTC+02:00（夏令时）。

## 行政
莫扎克和大卡斯唐的邮政编码为24150，INSEE市镇编码为24260。

## 政治
莫扎克和大卡斯唐所属的省级选区为拉兰德县。

## 人口

1962-2008年间莫扎克和大卡斯唐人口变化图示

莫扎克和大卡斯唐于2022年1月1日时的人口数量为876人。